# Sonic Protest
Sonic Protest est un festival de musique improvisée, électroacoustique, bruitiste ou expérimentale, se déroulant annuellement depuis 2003.

## Dates et lieux
Ses premières éditions eurent lieu aux Instants chavirés, à Montreuil-sous-bois (France). Peu à peu des concerts se déroulèrent dans d'autres lieux de la région parisienne. Depuis l'édition 2012, le festival se déroule également en province (Marseille, Reims, Tours, Dijon, Lyon, Metz, Nantes, Bourogne…), ainsi qu'en Europe continentale depuis 2013 (Bruxelles, Genève, Rotterdam…).
Les éditions 2009 et 2010 du festival n'eurent pas lieu.

## Artistes
- Paal Nilssen-Love
- Noël Akchoté
- The Dead C (en)
- Terrie Ex
- Thurston Moore
- Kim Fowley
- Merzbow
- Lee Ranaldo
- Red Krayola
- Zeitkratzer
- Cheveu
- etc.